# Крупичпольский сельский совет
Крупичпольский сельский совет (укр. Крупичпільська сільська рада) — входит в состав
Ичнянского района
Черниговской области
Украины.
Административный центр сельского совета находится в 
с. Крупичполе.

## Населённые пункты совета
- с. Крупичполе
- с. Новый Подол
- с. Сваричевка